# Foa fo
Foa fo är en fiskart som beskrevs av Jordan och Seale, 1905. Foa fo ingår i släktet Foa och familjen Apogonidae. Inga underarter finns listade i Catalogue of Life.